# Shophouse

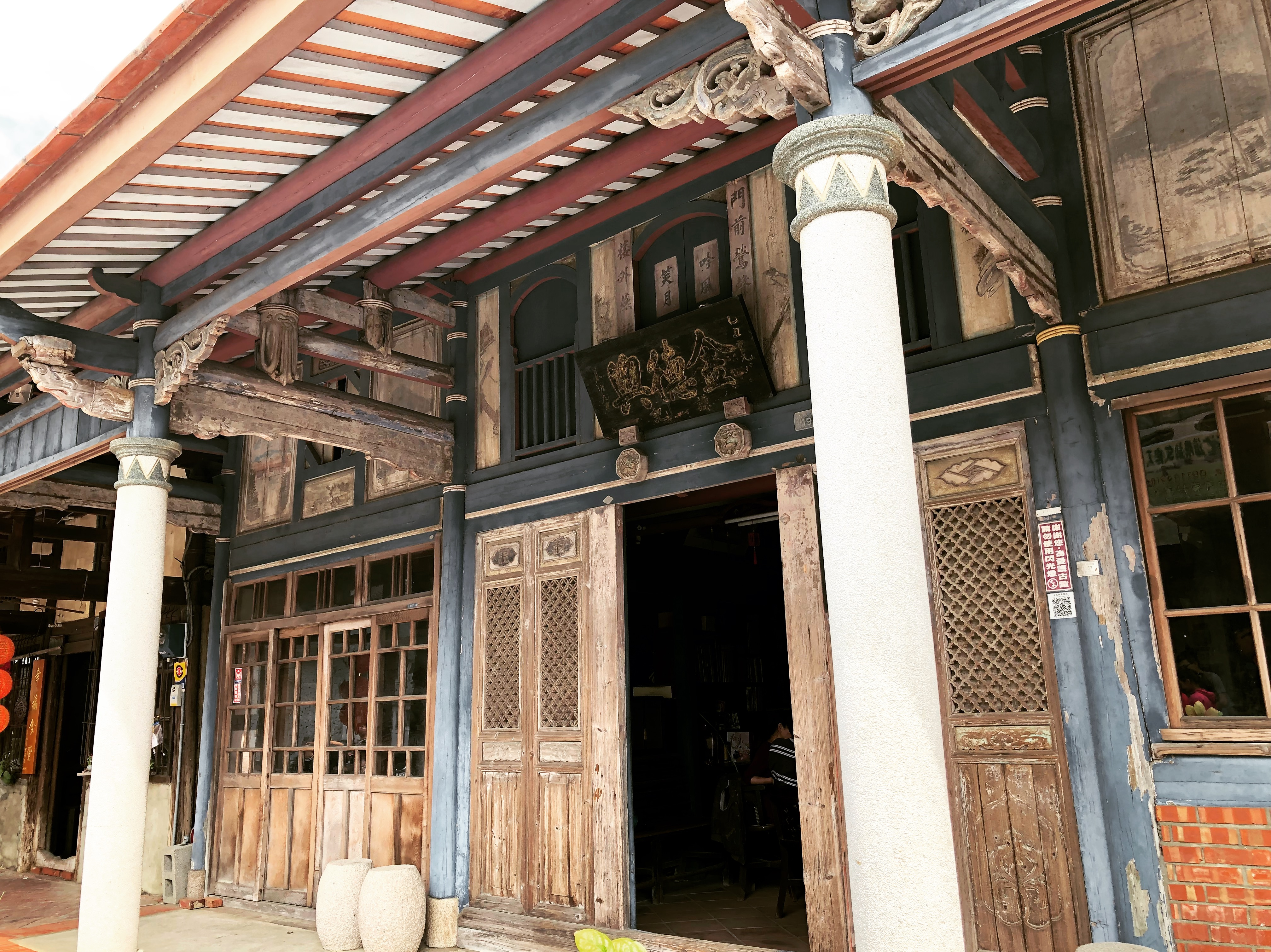
Shophouse a Tainan

Una shophouse és un tipus d'edifici que serveix tant d'habitatge com d'establiment comercial. Típic del sud-est asiàtic, s'ha definit com «una botiga sobre la vorera que, a més, s'utilitza com a residència pels propietaris». També es poden trobar shophouses al sud de la Xina, a Hong Kong, a Macau (tong lau) i en pobles i ciutats de Sri Lanka. Conformen sovint un seguit de cases adossades amb arcades o columnates que presenten un paisatge urbà particular.

## Disseny

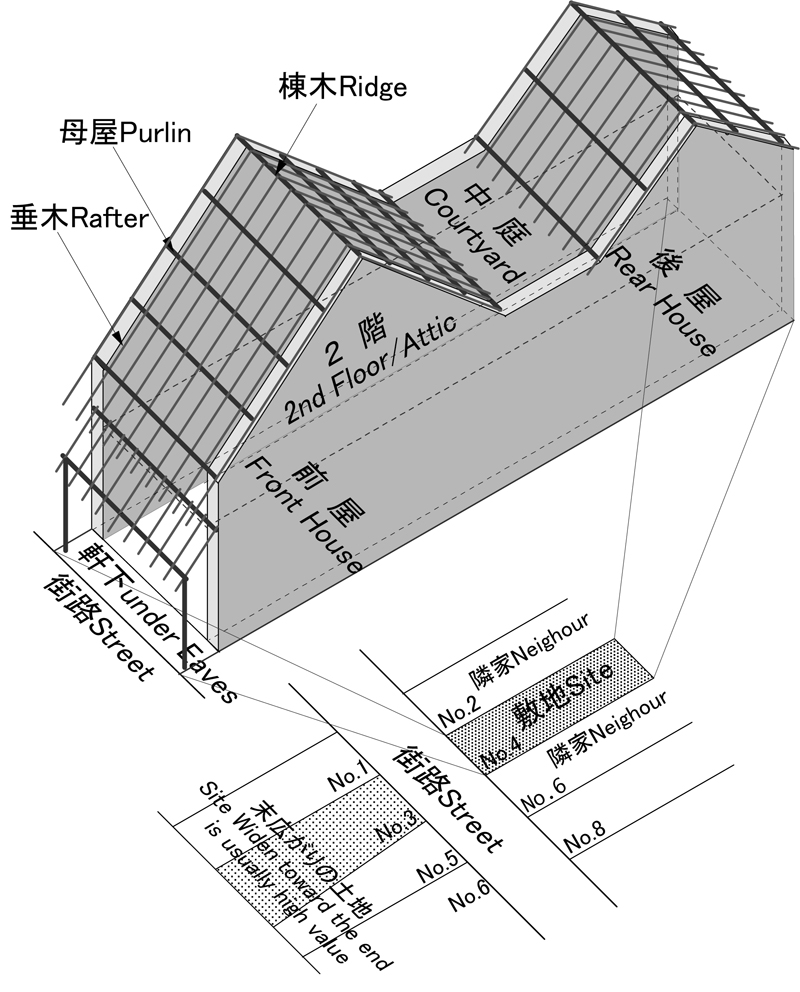
Prototip de shophouse

- Planta: una shophouse proporciona tant un habitatge com un lloc per a petites empreses. Les botigues sovint són estretes i profundes, de manera que es puguin allotjar al llarg d'un carrer. La planta de cada edifici és estreta d'amplada i llarga de profunditat. La zona davantera al llarg del carrer és un espai formal per a la clientela, mentre que les zones posteriors són espais informals per als membres de la família: bany, cuina i infraestructures.
- Galeria: la mercaderia es mostra davant de la casa i està protegida per un porxo de la pluja i el sol. El porxo també serveix de recepció per als clients.
- Pati i planta superior: les shophouses tradicionals poden tenir entre una i tres plantes. La shophouse es construïa normalment entre mitgeres de maçoneria paral·leles. La part superior de la casa s'utilitza com a habitatge. Per garantir la circulació de l'aire, es col·loca un pati interior a mig camí entre la part davantera i la part posterior de la casa.[5]

### Façanes

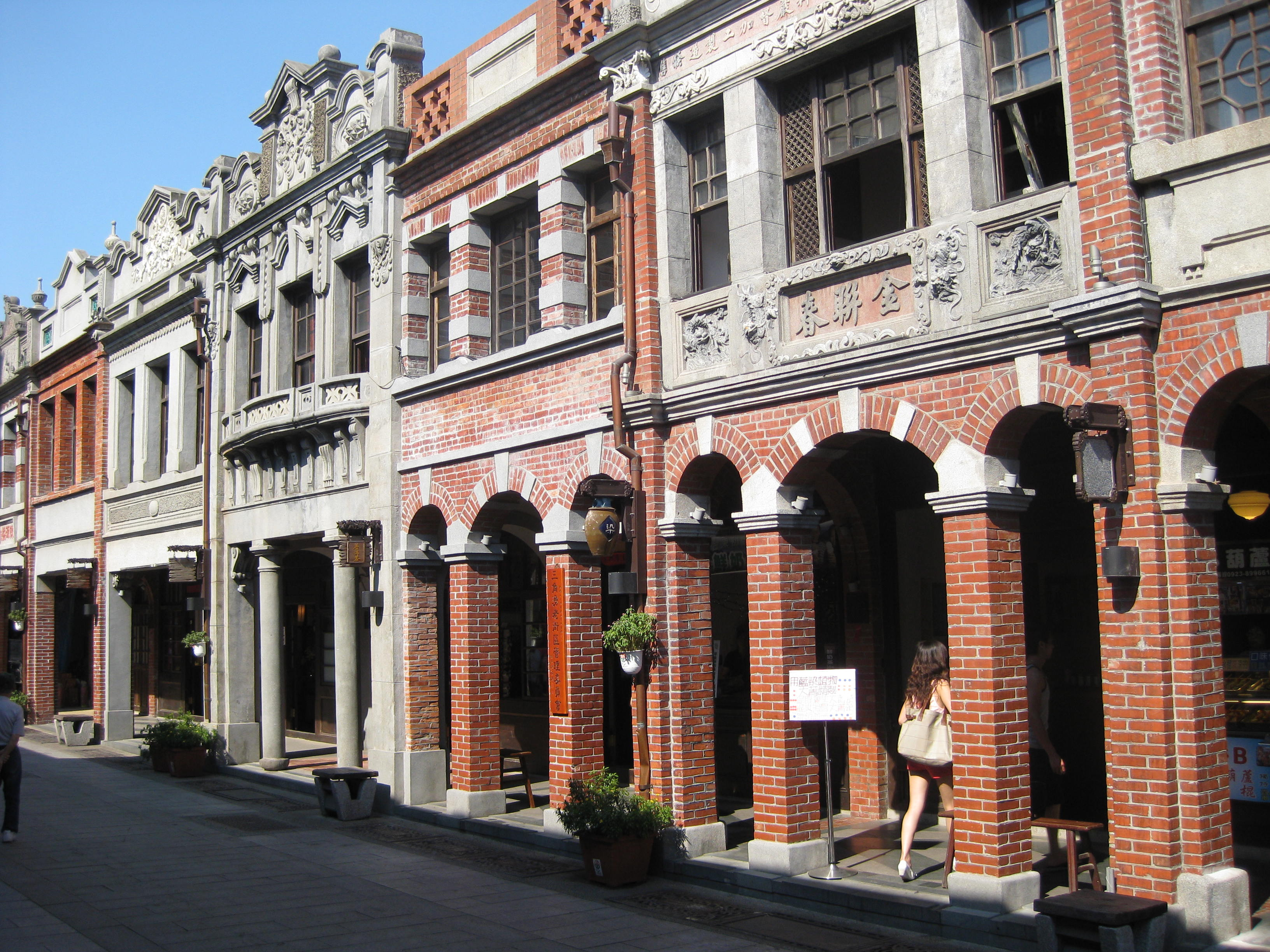
Shophouses a Nova Taipei

Les façanes de l'edifici i de vegades els pilars poden estar decorades. L'ornamentació de la façana s'inspira en les tradicions xineses i malaies però amb els elements europeus dominants. Els motius neoclàssics inclouen motllures i capitells jònics o corintis sobre pilastres decoratives. El grau d'ornamentació d'una shophouse depenia de la prosperitat del seu propietari i de l'entorn. Les façanes de les shophouses a les ciutats són generalment més elaborades que les rurals.
Els estils art déco i streamline moderne amb maçoneria pesada es van implantar entre els anys 1930 i 1950. Les variacions modernes des dels anys 1950 fins a la dècada del 1980 estaven desproveïdes de decoracions ornamentals i tendien a dissenyar-se amb imponents formes geomètriques i utilitàries inspirades en els estils internacional i brutalista.
La part davantera de la botiga a la planta baixa en la majoria dels casos s'utilitza amb finalitats comercials, mentre que les plantes superiors estan destinades a ús residencial. La planta baixa pot servir com a botiga de menjar i begudes, oficina o taller.

## Història

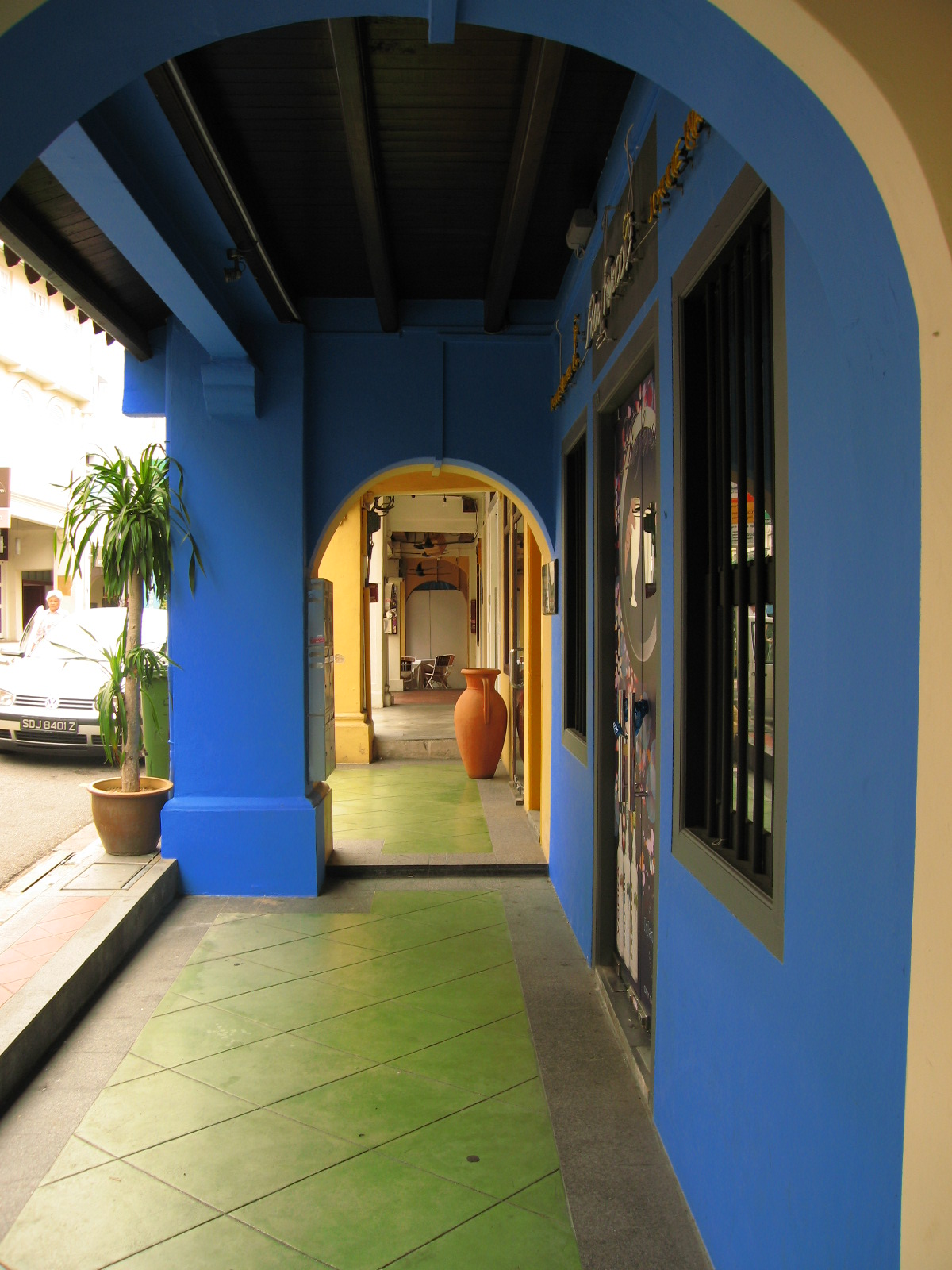
Galeria (kaki lima) a Singapur

L'any 1822, Thomas Stamford Raffles va emetre instruccions per al pla de la ciutat de Singapur que especificaven que cada casa havia de proporcionar una «galeria d'una certa profunditat, oberta en tot moment com a pas continu i cobert a cada costat del carrer». Les instruccions de Raffles van crear un paisatge urbà regular i uniforme a Singapur amb arcades i columnates formant vies públiques contínues. Més tard, en altres Colònies de l'Estret, el «passatge cobert continu» conegut com a five foot way també va ser obligatori, i es va convertir en un tret distintiu dels edificis. Aquesta característica també es va estendre a altres països del sud-est asiàtic després de mitjans del segle XIX, com ara Tailàndia i Filipines, així com alguns països d'Àsia oriental.
Les passarel·les cobertes es troben en un tipus d'edifici anomenat qilou que es troba al sud de la Xina, Taiwan i Hong Kong que es va desenvolupar sota la influència de les shophouses de Singapur. A Taipei, al final del període de la dinastia Qing, a Taiwan sota dominació japonesa, i al sud de la Xina sota la República de la Xina, es van aplicar regulacions similars que obligaven a un espai més ampli. El 1876, l'autoritat colonial de Hong Kong va permetre al titular de l'arrendament construir voladissos per sobre de la veranda per a proporcionar més espai habitable.

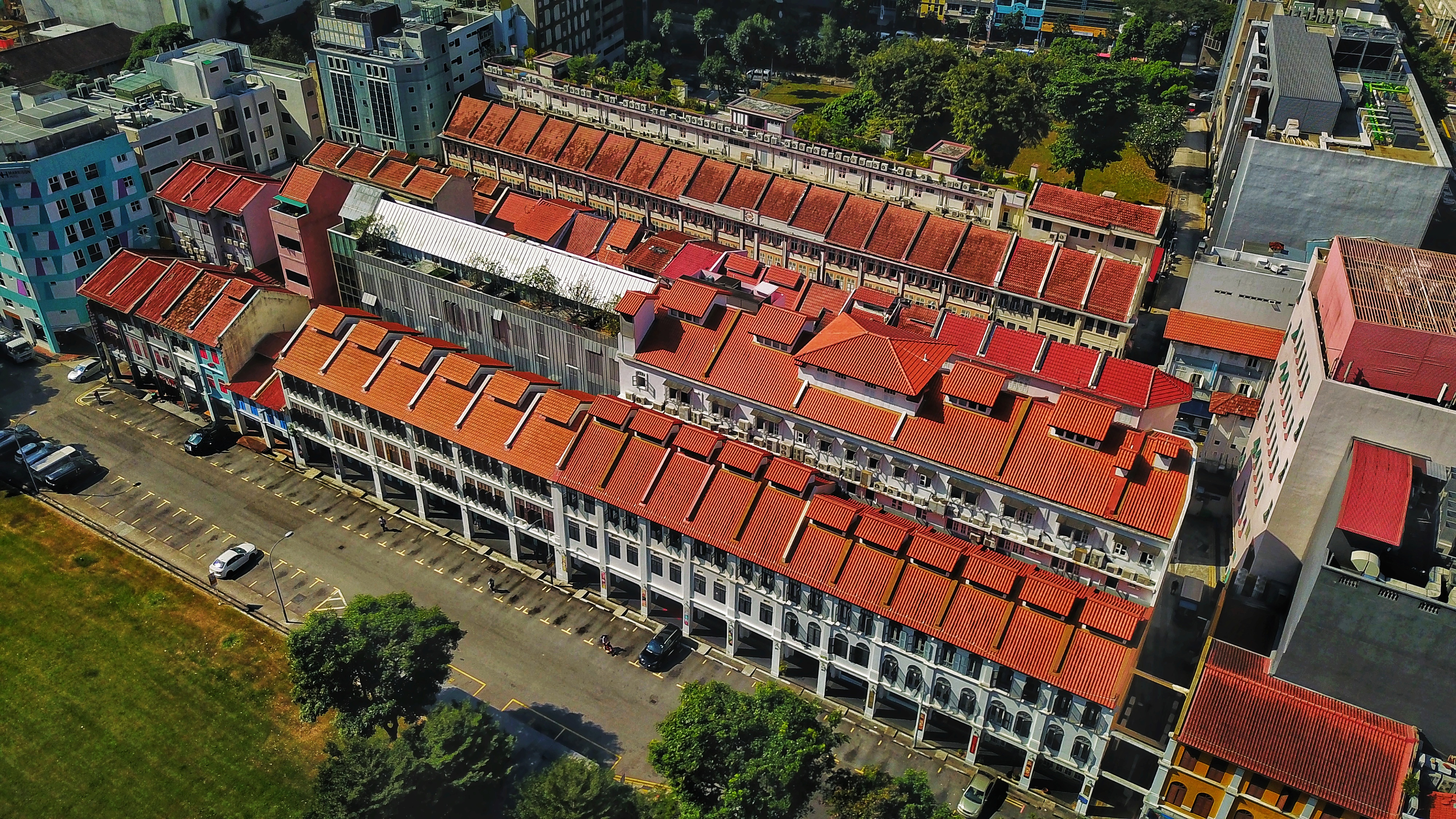
Barri a Singapur

A Singapur, la Llei d'adquisició de terres per al desenvolupament urbà, aprovada a principis dels anys 1960 i modificada el 1973, va afectar els propietaris de les shophouses que van ser confiscades en pro de la reurbanització. Al llarg de les dècades, blocs sencers de shophouses històriques del centre urbà van ser anivellats per a urbanitzacions d'alta densitat o instal·lacions governamentals.
Moltes shophouses de Singapur que van escapar dels efectes de la Llei d'adquisició de terres han experimentat una mena de recuperació i algunes han estat restaurades i renovades com a hotels econòmics, cases de te i cinemes. Algunes shophouses ara es consideren monuments arquitectònics i han augmentat substancialment de valor. El 2011, a Singapur, dues de cada tres unitats de shophouses es van vendre per entre 1,7 i 5,5 milions de dòlars, mentre que els preus mitjans per metre quadrat van augmentar un 21% respecte al 2010. El preu mitjà a Singapur el 2011 va ser un 74% més alt que el 2007.

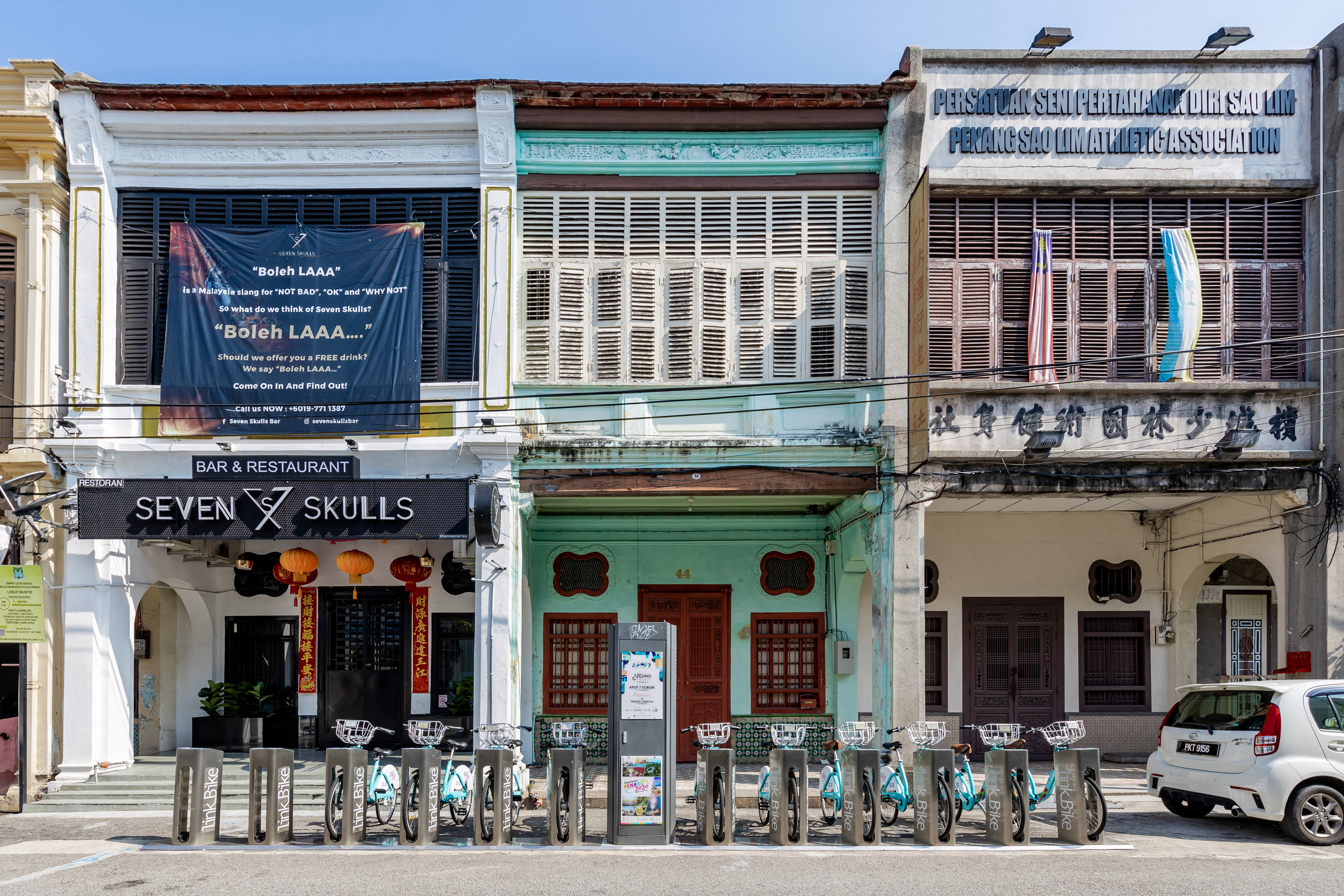
Shophouses a George Town

Els propietaris i ocupants de les shophouses colonials a Malàisia van viure diferents experiències que van implicar una sèrie de lleis de control de lloguers establertes entre 1956 i 1966. Sota la Llei de control del lloguer més recent de 1966, els edificis de propietat privada construïts abans de 1948, incloses desenes de shophouses, van ser sotmesos a una regulació dels preus de lloguer per alleujar l'escassetat d'habitatges, amb la intenció de proporcionar a la població cada vegada més urbana un habitatge assequible suficient.

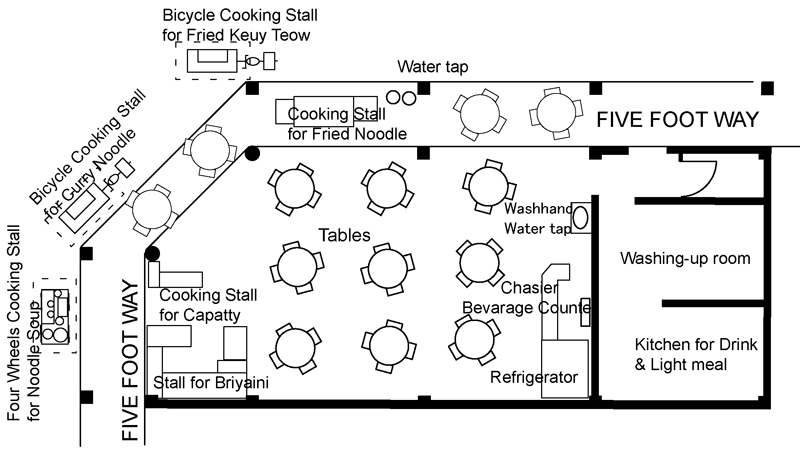
Cantonada a George Town (1990)

Si bé la preservació de les shophouses històriques ha patit substancialment en estats molt desenvolupats com Johor, Negeri Sembilan, Perak i Selangor, les ciutats de Malaca i George Town, van ser declarades Patrimoni de la Humanitat el 2008 i van rebre més cura i atenció a causa dels moviments de preservació històrica emergents que van experimentar nivells de rejoveniment similars als de Singapur. No obstant això, la gentrificació d'ambdues ciutats ha fet que els inquilins més antics de les shophouses siguin expulsats per l'augment dels costos de lloguer o la compra d'immobles dins dels barris històrics. El 2012, el cost de la compra d'una shophouse d'abans de la Segona Guerra Mundial a George Town va arribar als 2.000 RM per peu quadrat, equivalent al preu de les unitats de condominis més cares del centre de Kuala Lumpur.